# 中口俊哉
中口 俊哉（なかぐち としや）は、日本の大学教授。千葉大学フロンティア医工学センター教授。専門は医工学VRシステム、医用画像処理、生体力学解析、実時間画像処理、画像解析・評価、色彩工学。

## 人物・経歴
1994年、六甲学院高等学校卒業。1998年、上智大学理工学部電気電子工学科卒業。2000年、上智大学大学院理工学研究科博士前期課程電気電子工学専攻修了。2003年、上智大学大学院理工学研究科後期博士課程電気電子工学専攻修了、博士（工学）。2001年、日本学術振興会特別研究員。2003年、千葉大学工学部情報画像工学科助手。2006年、デンマーク・オールボー病院 Center of Excellence in Visceral Biomechanics and Pain研究所特別研究員。2010年、千葉大学大学院工学研究科メディカルシステムコース准教授。2013年、千葉大学フロンティア医工学センター准教授。2016年、千葉大学フロンティア医工学センター教授。2018年、千葉大学工学部総合工学科医工学コースコース長、千葉大学大学院基幹工学専攻専攻長。2018年、中国・鄭州大学客員教授。コンピュータ外科，医用画像処理，生体特性計測に関する研究に従事。